# Nekrolog 1230
Nekrolog
◄◄
| ◄
| 1226
| 1227
| 1228
| 1229
| 1230 | 1231 | 1232 | 1233 | 1234 | ► | ►►
Weitere Ereignisse | Allgemeiner Nekrolog 1230
Die Beschreibung der verstorbenen Person sollte so kurz wie möglich gehalten sein und nur deren signifikante Tätigkeit(en) enthalten.
Neue Namen ggf. auch unter dem Geburts- und Sterbedatum, also etwa unter 1. Januar und im Geburts- und Sterbejahr (2024) eintragen (nur bei entsprechender großer Wichtigkeit). Für Beispiele siehe die schon vorhandenen Artikel.
Außerdem über die fünf zuletzt Verstorbenen, zu denen es einen ausreichend guten Artikel für eine Präsentation auf der Hauptseite gibt, nach der todesbedingten Überarbeitung der Artikel ggf. auch unter Wikipedia Diskussion:Hauptseite informieren und sie am besten auch in den anderen Wikipedia-Sprachversionen eintragen. Tipp: Regelmäßig bei news.google.de nach „ist tot“, „gestorben“ oder „verstorben“ suchen.
Wenn eine Person gestorben ist, gibt es viele Seiten zu dieser Person in der Wikipedia, die davon auch betroffen sind und entsprechend aktualisiert werden müssen. Beispiele: Namenübersichtsseite, Geburtsjahr, Geburtsort-Seiten und viele mehr.
Wie finde ich die betroffenen Seiten?
Im Suchfeld auf der linken Seite gibt man den Suchbegriff so ein: „Vorname Nachname“. Dann klickt man auf Volltext und alle Seiten mit entsprechendem Suchtext werden aufgerufen. Hier sieht man dann schnell, wo auch das Todesjahr Sinn macht oder sogar ein Teil des Artikels angepasst werden muss. Auch hilft das „Werkzeug“ auf der linken Seite sehr gut, um solche Seiten aufzufinden: „Links auf diese Seite“. Somit ist die Wikipedia wieder aktuell in allen Bereichen! Hinweis: bei Eintragung der Kategorie „Gestorben JAHR“ wird der Missbrauchsfilter 49 ausgelöst, was jedoch nicht schlimm ist. Siehe: Spezial:Missbrauchsfilter/49
Dies ist eine Liste von im Jahr 1230 verstorbenen bekannten Persönlichkeiten. Die Einträge erfolgen innerhalb der einzelnen Daten alphabetisch sortiert. Tiere sind im Nekrolog für Tiere zu finden.

## Januar
| Tag        | Name                | Beruf, bekannt als                           | Alter | Beleg |
| ---------- | ------------------- | -------------------------------------------- | ----- | ----- |
| 12. Januar | Egino IV.           | Graf von Urach                               |       |       |
| 30. Januar | Pelagius von Albano | Kardinal, päpstlicher Legat des 5. Kreuzzugs |       |       |

## Februar
| Tag        | Name                 | Beruf, bekannt als                                    | Alter | Beleg |
| ---------- | -------------------- | ----------------------------------------------------- | ----- | ----- |
| 7. Februar | Hermann von Schwerin | Dompropst zu Hamburg, Gegenbischof im Bistum Schwerin |       |       |

## April
| Tag      | Name              | Beruf, bekannt als     | Alter | Beleg |
| -------- | ----------------- | ---------------------- | ----- | ----- |
| 7. April | Tore Den Trøndske | Erzbischof von Nidaros |       |       |

## Mai
| Tag     | Name                                   | Beruf, bekannt als                        | Alter | Beleg |
| ------- | -------------------------------------- | ----------------------------------------- | ----- | ----- |
| 2. Mai  | William de Braose, 7. Baron of Bramber | englischer Adliger                        |       |       |
| 13. Mai | Kasimir I.                             | Herzog von Oppeln und Ratibor (1211–1230) |       |       |

## Juli
| Tag      | Name                 | Beruf, bekannt als                             | Alter | Beleg |
| -------- | -------------------- | ---------------------------------------------- | ----- | ----- |
| 12. Juli | Margarete von Blois  | Gräfin von Blois und Châteaudun                |       |       |
| 14. Juli | Giovanni da Velletri | italienischer Geistlicher, Bischof von Florenz |       |       |
| 28. Juli | Leopold VI.          | Herzog von Österreich und der Steiermark       |       |       |

## August
| Tag        | Name            | Beruf, bekannt als            | Alter | Beleg |
| ---------- | --------------- | ----------------------------- | ----- | ----- |
| 24. August | Geoffrey de Say | englischer Adliger und Rebell |       |       |

## September
| Tag           | Name                       | Beruf, bekannt als                     | Alter | Beleg |
| ------------- | -------------------------- | -------------------------------------- | ----- | ----- |
| 9. September  | Siegfried II. von Eppstein | Erzbischof von Mainz, Reichserzkanzler |       |       |
| 24. September | Alfons IX.                 | König von León (1188–1230)             | 59    |       |

## Oktober
| Tag         | Name                                  | Beruf, bekannt als | Alter | Beleg |
| ----------- | ------------------------------------- | ------------------ | ----- | ----- |
| 25. Oktober | Gilbert de Clare, 4. Earl of Hertford | englischer Peer    |       |       |

## November
| Tag          | Name                       | Beruf, bekannt als         | Alter | Beleg |
| ------------ | -------------------------- | -------------------------- | ----- | ----- |
| 13. November | Siard                      | katholischer Abt, Heiliger |       |       |
| 24. November | Mathieu II. de Montmorency | französischer Adliger      |       |       |

## Dezember
| Tag          | Name                   | Beruf, bekannt als               | Alter | Beleg |
| ------------ | ---------------------- | -------------------------------- | ----- | ----- |
| 13. Dezember | Karl I.                | Bischof von Seckau               |       |       |
| 15. Dezember | Ottokar I. Přemysl     | König von Böhmen                 |       |       |
| 23. Dezember | Berengaria von Navarra | durch Heirat Königin von England |       |       |

## Datum unbekannt
| Tag | Name                     | Beruf, bekannt als                                          | Alter | Beleg |
| --- | ------------------------ | ----------------------------------------------------------- | ----- | ----- |
|     | Muinuddin Chishti        | islamischer Mystiker, Sufi und Sheikh des Chishtiyya-Ordens |       |       |
|     | Demetrius von Montferrat | König von Thessaloniki                                      | 25    |       |
|     | Enrico Pescatore         | Pirat im Mittelmeer                                         |       |       |
|     | Nicola de la Haye        | englische Adlige                                            |       |       |
|     | Samuel ibn Tibbon        | jüdischer Autor und Übersetzer                              |       |       |
|     | Johann IV.               | Graf von Vendôme und Herr von Montoire                      |       |       |
|     | Maelgwn ap Rhys          | walisischer Lord von Ceredigion                             |       |       |
|     | Willebold von Berkheim   | christlicher Pilger und Heiliger                            |       |       |